# Seznam krakovských biskupů a arcibiskupů

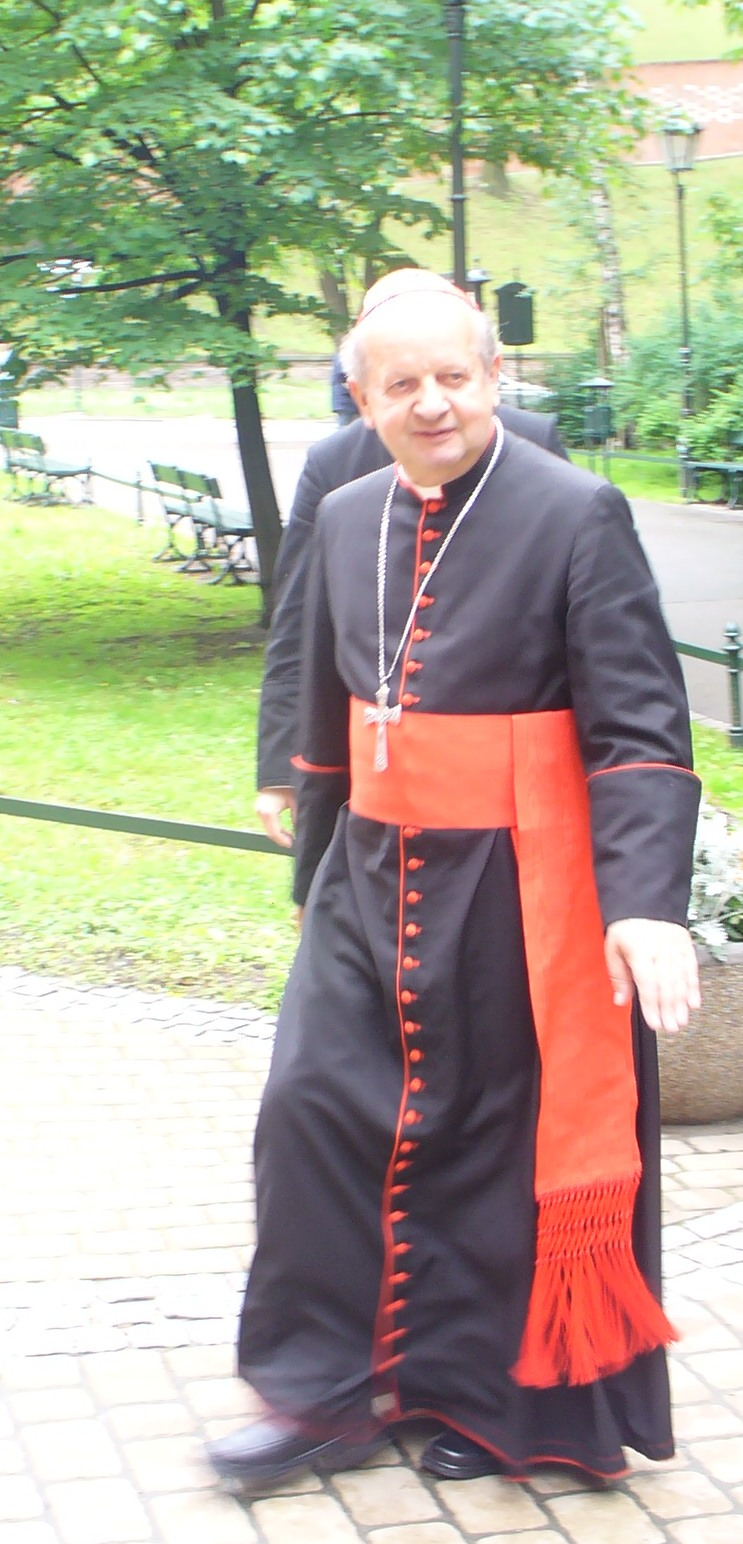
Kardinál Dziwisz, bývalý osobní sekretář papeže Jana Pavla II. a emeritní arcibiskup a metropolita krakovský

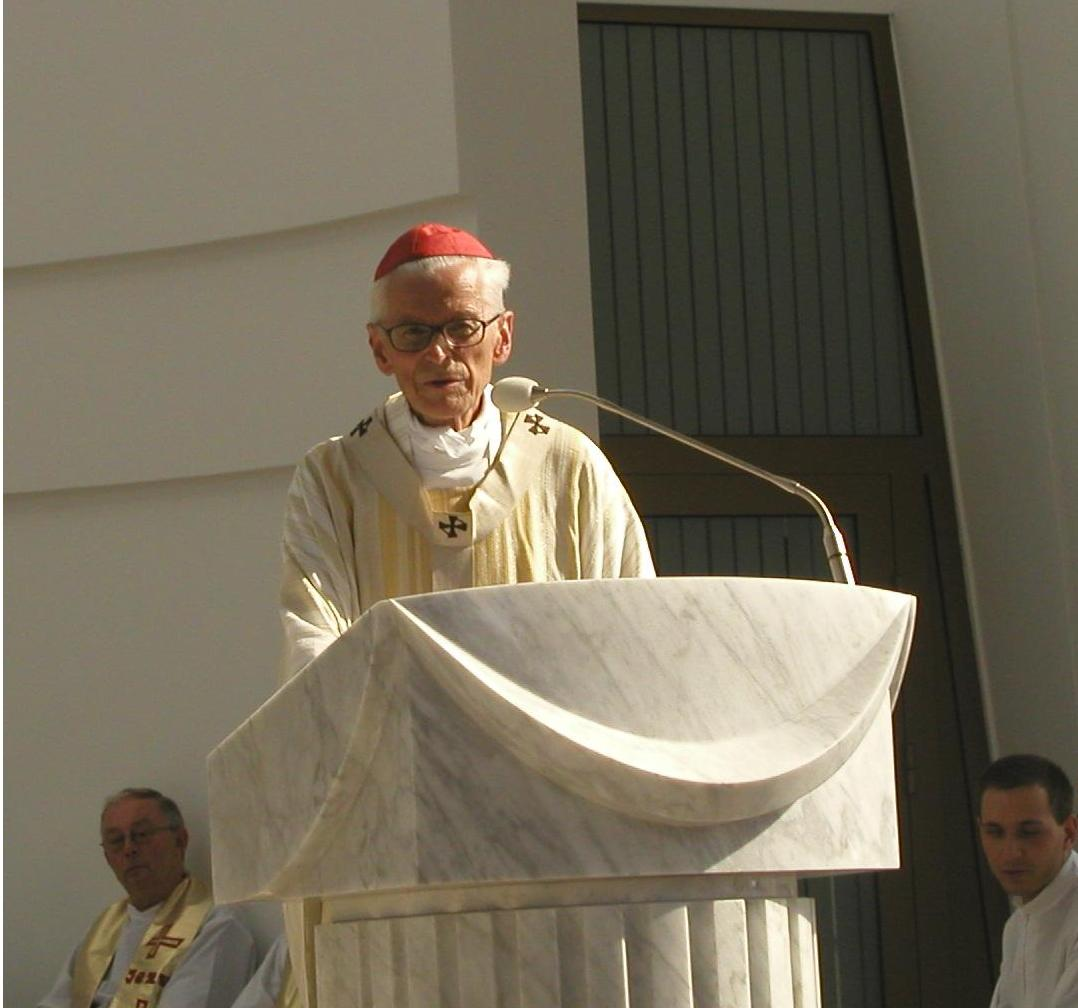
Kardinál Macharski v roce 2002

Seznam biskupů a arcibiskupů krakovské arcidiecéze od jejího založení na konci 10. století až po dnešek. 
V letech 1443-1800 byli biskupové krakovští zároveň knížaty Siewierze. Knížecí titul se s úřadem znovu spojil v roce 1889 a toto spojení trvalo do roku 1951, kdy zemřel první a poslední kníže-arcibiskup, kardinál Sapieha. 
V současné době působí v arcidiecézi 5 biskupů: Kardinál Dziwisz, od roku 2005 5. arcibiskup a metropolita krakovský, dále pak jeho předchůdce v úřadě, emeritní arcibiskup kardinál Macharski, a tři pomocní biskupové: Jan Szkodoń, Józef Guzdek a Jan Zając. 

## Sídelní biskupové
- některé seznamy uvádějí biskupy Prohora a Prokulfa, kteří měli v diecézi (respektive na jejím území) působit ještě před rokem 1000, kdy ji Silvestr II. založil. Jejich existence, respektive jejich biskupská hodnost, je předmětem sporů.
- Poppon
- Gompon
- Lambert I.
- Gompo
- Rachelin
- bl. Aaron
- Walot
- Lambert II. Suła
- sv. Stanisław I. ze Szczepanowa
- Lambert III.
- Czesław
- Baldwin
- Maur
- Radost
- Robert
- Mateusz
- Gedko
- Fulko
- bl. Wincenty Kadłubek
- Iwo Odrowąż
- Wisław Zabawa
- Jan I. Prandota
- Paweł z Przemankowa
- Prokop
- Jan II. Muskata
- Nanker z Oxy
- Jan III. Grot
- Piotr I. z Falkowa
- Bodzanta
- Florian Mokrski
- Zawisza Kurozwęcki
- Jan IV. Radlica
- Piotr II. Wysz
- Wojciech Jastrzębiec
- Zbigniew Oleśnicki (1423-1455, kardinál)
- Tomasz Strzępiński
- Jakub I. z Sienna
- Jan V. Gruszczyński
- Jan VI. Lutek
- Jan VII. Rzeszowski
- Fryderyk Jagiellończyk (1488-1503, kardinál)
- Jan VIII. Konarski
- Piotr III. Tomicki
- Jan IX. Latalski
- Jan X. Chojeński
- Piotr IV. Gamrat
- Samuel Maciejowski
- Andrzej II. Zebrzydowski
- Filip Padniewski
- Franciszek I. Krasiński
- Piotr V. Myszkowski
- Jerzy I. Radziwiłł (1591-1600, kardinál)
- Bernard Maciejowski
- Piotr VI. Tylicki
- Marcin Szyszkowski
- Andrzej III. Lipski
- Jan XI. Albert Waza (1632-1634, kardinál)
- Jakub II. Zadzik
- Piotr VII. Gembicki
- Andrzej IV. Trzebicki
- Jan XII. Małachowski
- Stanisław II. Dąmbski
- Jerzy II. Denhoff
- Kazimierz Łubieński
- Felicjan Konstanty Szaniawski
- Jan XIII. Aleksander Lipski (1732-1746, kardinál)
- Andrzej V. Stanisław Załuski
- Kajetan Sołtyk
- Feliks Turski
- Andrzej VI. Gawroński
- Jan XIV. Paweł Woronicz
- Karol I. Skórkowski
  - ... sedisvakance 1851-1879
- Albin Dunajewski (1879-1894, kardinál)
- Jan XV. Puzyna (1895-1911, kardinál)
- Adam Stefan Sapieha (1911-1925, poté první arcibiskup)

## Sídelní arcibiskupové

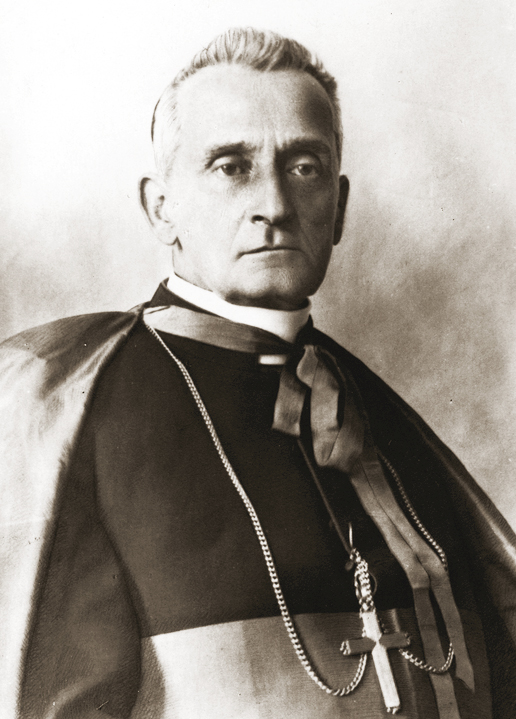
Kardinál Sapieha, poslední biskup a první arcibiskup krakovský

1. Adam Stefan Sapieha (předtím biskup krakovský; arcibiskup 1925-1951, kníže, kardinál)
2. Eugeniusz Baziak (předtím 1944-1962 arcibiskup lvovský; 1951 -1962 administrátor krakovské diecéze, arcibiskup krakovský v roce 1962, zemřel krátce po jmenování do úřadu)
3. Karol Wojtyła (1963-1978, kardinál, poté papež sv. Jan Pavel II.)
4. Franciszek Macharski (1979-2005, kardinál)
5. Stanisław Dziwisz (2005-2016, kardinál)
6. Marek Jędraszewski

## Pomocní biskupové

### diecéze
- Marcin
- Erazm Ciołek
- Andrzej Spot
- Stanisław Słomowski
- Marcin Białobrzeski
- Paweł Dębski
- Tomasz Oborski
- Wojciech Lipnicki
- Mikołaj Oborski
- Stanisław Szembek
- Kazimierz Łubieński
- Michał Szembek
- Michał Kunicki
- Franciszek Podkański
- Józef Olechowski
- Wojciech Radoszewski
- Tomasz Nowina-Nowiński
- Franciszek Zglenicki
- Ludwik Łętowski
- Antoni Junosza Gałecki
- Anatol Nowak (1900-1924, později biskup přemyšlský)

### arcidiecéze
- Stanisław Rospond (1927-1958)

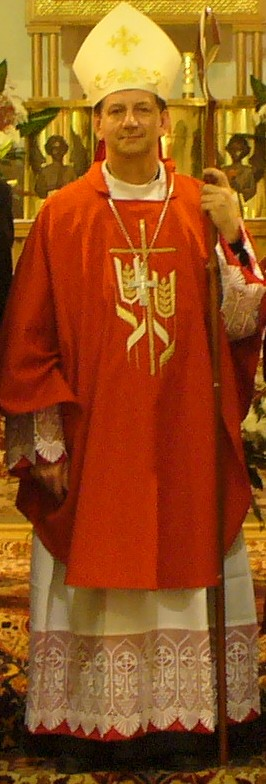
Józef Guzdek, pomocný biskup krakovský

- sv. Karol Wojtyła (1958-1963; poté arcibiskup krakovský, poté papež)
- Julian Groblicki (1960-1995)
- Jan Pietraszko (1962-1988)
- Albin Małysiak (1970-1993)
- Stanisław Smoleński (1970-1992)
- Kazimierz Górny (1984-1992; poté biskup řešovský)
- Kazimierz Nycz (1988-2004; poté biskup diecéze Koszalin-Kołobrzeg, poté arcibiskup varšavský)
- Jan Szkodoń (od 1988)
- Józef Guzdek (od 2004)
- Jan Zając (od 2004)